# Hippomenella gigantica
Hippomenella gigantica är en mossdjursart som beskrevs av Powell 1967. Hippomenella gigantica ingår i släktet Hippomenella och familjen Escharinidae. Inga underarter finns listade i Catalogue of Life.